# Børge Jessen

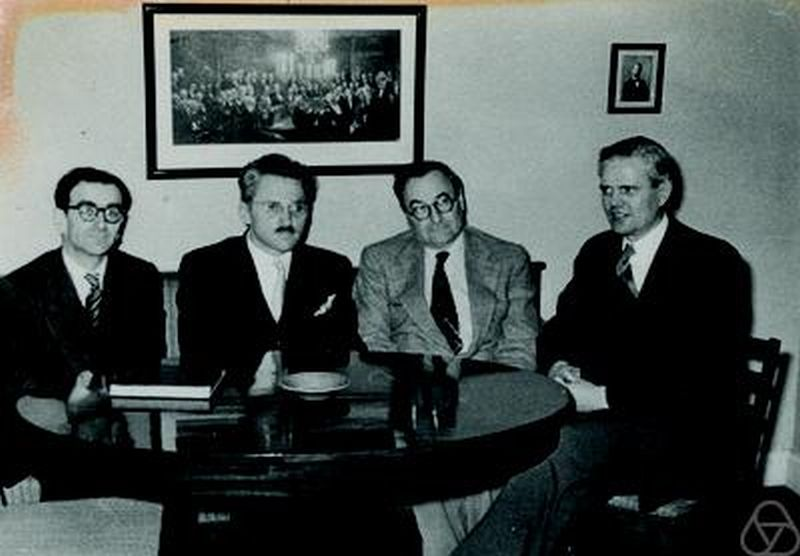
Jessen (rechts) mit Werner Fenchel, Alexandr Alexandrow, Herbert Busemann 1954

Børge Christian Jessen (* 19. Juni 1907 in Kopenhagen; † 20. März 1993) war ein dänischer Mathematiker.
Jessen studierte 1925 bis 1929 an der Universität Kopenhagen bei Harald Bohr. 1929 war er mit einem Carlsberg Stipendium in Ungarn an der Universität Szeged bei Frigyes Riesz und Alfréd Haar und dann ein Semester an der Universität Göttingen bei David Hilbert und Edmund Landau. 1930 promovierte er in Kopenhagen und wurde Dozent an der Königlichen Veterinärschule. 1933/34 und 1949 war er am Institute for Advanced Study und außerdem in den 1930er Jahren häufig in Paris, Cambridge, an der Harvard University und an der Yale University. 1935 wurde er als Nachfolger von Tommy Bonnesen Professor für Darstellende Geometrie an der TU Kopenhagen (damals Polytechnische Lehranstalt). Ab 1942 war er als Nachfolger von Johannes Hjelmslev Professor an der Universität Kopenhagen, wo er 1977 emeritierte. An der Universität Kopenhagen war er in den 1960er Jahren einer der Gründer des Hans Christian Ørsted Instituts, das die Fakultäten für Mathematik, Chemie und teilweise der Physik beherbergt.
Jessen beschäftigte sich mit Maßtheorie, Integrationstheorie und weitere Aspekte der Funktionalanalysis wie die Theorie der Hilberträume und der fastperiodischen Funktionen, die er auch mit Harald Bohr auf die Theorie der Riemannschen Zetafunktion anwandte. In den USA arbeitete er mit Salomon Bochner, Paul Halmos, George Mackey und Aurel Wintner. Er arbeitete auch mit Paul Erdős über Graphentheorie und über kombinatorische Geometrie, unter anderem über die Zerlegungsgleichheit der Polyeder, eines der Hilbert Probleme, über das auch Max Dehn und Hugo Hadwiger arbeiteten. Mit Erik Sparre Andersen veröffentlichte er 1948 ein Konvergenztheorem für Martingale, auch Andersen-Jessen Theorem genannt. Die Wurzeln darüber gehen bis auf seine Dissertation zurück. Der Satz von Andersen-Jessen ist nach Andersen und ihm benannt.
Er war im Gründungskomitee der International Mathematical Union, die 1951 gegründet wurde und ihren Sitz in Kopenhagen hatte. 1930 bis 1942 war er Sekretär der dänischen mathematischen Gesellschaft und ab 1973 deren Ehrenmitglied. Ein Diplomandenpreis der dänischen mathematischen Gesellschaft ist nach ihm benannt. 1954 hielt er einen Plenarvortrag auf dem
Internationalen Mathematikerkongress (ICM) in Amsterdam mit dem Titel Some Aspects of the Theory of Almost Periodic Functions. Er war Präsident der Carlsberg-Stiftung und im Rat der Rask-Ørsted-Gesellschaft. 1967 wurde er zum korrespondierenden Mitglied der Göttinger Akademie der Wissenschaften gewählt.